# Ezequiel Rescaldani
Ezequiel Edison Rescaldani (ur. 11 czerwca 1992 w Leones) – argentyński piłkarz pochodzenia włoskiego występujący na pozycji napastnika, obecnie zawodnik Huesci.

## Kariera klubowa
Rescaldani pochodzi z miasta Leones w prowincji Córdoba i jest wychowankiem tamtejszego amatorskiego zespołu Sarmiento de Leones. Jako nastolatek przez krótki czas terminował w drużynach juniorskich klubów z miasta Córdoba – Instituto i Belgrano – zaś w sierpniu 2009 udał się na testy do Club Atlético Vélez Sarsfield ze stołecznego Buenos Aires. Bezpośrednio po nich podpisał umowę z tym klubem, zaś po upływie roku został włączony do seniorskiej ekipy przez szkoleniowca Ricardo Garecę. W argentyńskiej Primera División zadebiutował jako osiemnastolatek, 24 września 2010 w wygranym 3:0 spotkaniu z Olimpo i już w swoim debiutanckim, jesiennym sezonie Apertura 2010 wywalczył wicemistrzostwo kraju. Pół roku później, podczas wiosennych rozgrywek Clausura 2011, zdobył natomiast z Vélezem mistrzostwo Argentyny, jednak pełnił rolę głębokiego rezerwowego, sporadycznie pojawiając się na boiskach. Premierowego gola w pierwszej lidze strzelił 1 października 2011 w wygranej 1:0 konfrontacji z San Martín.
Wiosną 2012 Rescaldani, wobec sporadycznych występów, udał się na wypożyczenie do drugoligowego Quilmes AC. Tam spędził pół roku, również będąc głównie rezerwowym, lecz na koniec rozgrywek 2011/2012 wywalczył ze swoją ekipą awans do najwyższej klasy rozgrywkowej. Bezpośrednio po tym powrócił do Vélezu, gdzie jednak wciąż nie potrafił sobie wywalczyć pewnej pozycji w wyjściowym składzie i w jesiennym sezonie Inicial 2012 osiągnął w prowadzoną przez Garecę ekipą swoje drugie mistrzostwo Argentyny. Trzeci tytuł mistrza kraju wywalczył natomiast za całokształt rozgrywek 2012/2013, tym razem będąc już jednym z ważniejszych graczy formacji ofensywnej. W styczniu 2014 za sumę 300 tysięcy euro przeszedł do hiszpańskiego Málaga CF, w którego barwach 31 marca 2014 w wygranym 2:1 meczu z Betisem zadebiutował w tamtejszej Primera División. Nie potrafił jednak znaleźć uznania w oczach trenerów – najpierw Bernda Schustera, a następnie Javiego Gracii – i był wyłącznie głębokim rezerwowym.
W lipcu 2015 Rescaldani został wypożyczony na rok do meksykańskiej ekipy Puebla FC. W tamtejszej Liga MX zadebiutował 12 sierpnia 2015 w wygranym 1:0 pojedynku z Tolucą, a w tym samym roku zdobył z klubem superpuchar Meksyku – Supercopa MX. Nie spełnił jednak pokładanych w nim oczekiwań i wobec słabych występów jego wypożyczenie zostało skrócone już po sześciu miesiącach. Bezpośrednio po tym powrócił do ojczyzny, na zasadzie wypożyczenia zasilając swój były zespół Quilmes Atlético Club, występujący już w pierwszej lidze.
| Sezon     | Klub               | Kraj      | Rozgrywki           | Mecze | Bramki |
| --------- | ------------------ | --------- | ------------------- | ----- | ------ |
| 2010/2011 | CA Vélez Sarsfield | Argentyna | Primera División    | 4     | 0      |
| 2011/2012 | CA Vélez Sarsfield | Argentyna | Primera División    | 10    | 2      |
| 2011/2012 | Quilmes AC         | Argentyna | Primera B Nacional  | 7     | 3      |
| 2012/2013 | CA Vélez Sarsfield | Argentyna | Primera División    | 22    | 7      |
| 2013/2014 | CA Vélez Sarsfield | Argentyna | Primera División    | 9     | 1      |
| 2013/2014 | Málaga CF          | Hiszpania | Primera División    | 6     | 0      |
| 2014/2015 | Málaga CF          | Hiszpania | Primera División    | 1     | 0      |
| 2015/2016 | Puebla FC          | Meksyk    | Liga MX             | 8     | 0      |
| 2016      | Quilmes AC         | Argentyna | Primera División    | 13    | 7      |
| 2016      | Atlético Nacional  | Kolumbia  | Categoría Primera A | 14    | 3      |
| 2016/2017 | Talleres Córdoba   | Argentyna | Primera División    | 12    | 2      |
| 2017/2018 | SD Huesca          | Hiszpania | Segunda División    | 19    | 0      |